# 柏林新博物馆
新博物馆是一座位于德国柏林博物馆岛上的博物馆。是普魯士國王腓特烈·威廉四世命令於1843年至1855年間建造，該博物館建築採用新古典主義和文藝復興時期的複興設計，被認為是弗里德里希·奧古斯特·施蒂勒的代表作品。
在經歷了二戰的破壞和東德衰敗之後，新博物馆於1999年至2009年由大衛奇普菲爾德修復。目前，新博物館是埃及博物馆、紙莎草展館、前史和早期歷史博物館和部分 柏林古物收藏館的所在區域。作為博物館島綜合體的一部分，1999年，該博物館作为博物馆岛的一部分被聯合國教科文組織列入世界遗产。
2019年，新博物館共有828,000名遊客參觀，使其成為博物馆岛中訪問量最大的博物館。

## 概述

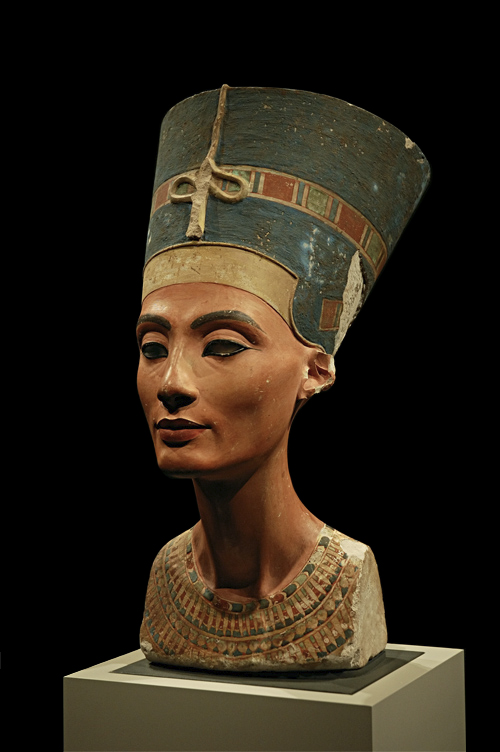
娜芙蒂蒂半身像

新博物館是在博物館島上所建造的第二個博物館，作為舊博物館的延伸展館。展示包括石膏模型、古埃及文物、史前和早期歷史收藏品、民族志收藏品以及版畫和繪畫收藏品。因此它也是柏林埃及博物館和柏林民族博物館藏品的「原始來源」。
此外，新博物館也是德國建築和技術史上的重要紀念碑。憑藉其各種鋼鐵結構，它是普魯士帝國第一座在應用工業化新技術所造的紀念性建築。作為進一步的創新，在柏林的建築中首次使用了蒸汽機技術。
根據卡爾·弗里德里希·申克爾的學生弗里德里希·奧古斯特·施蒂勒的設計，新博物館於1843年至1855年間建造。該博物館在1939年第二次世界大戰初期關閉，並在1945年柏林大轰炸期間遭到嚴重破壞。重建計畫則是由英國建築師大衛·奇普菲爾德監督。最終新博物館於2009年10月正式重新開放參觀，並獲得2010年RIBA歐洲獎和2011年密斯·凡·德罗欧洲当代建筑奖。
目前，新博物館的展品主要展示包括埃及和史前史和早期歷史收藏品，它收藏的文物包括埃及王后娜芙蒂蒂的標誌性半身像。

## 外部連結
- Neues Museum Berlin （页面存档备份，存于）
- Masterplan für die Museumsinsel （页面存档备份，存于）
- Rede von Kulturstaatsministerin Christina Weiss am 24. Juni 2003
- Monuments in Berlin/Senate Department of Urban Development in Berlin
- A visit to the Neues Museum （页面存档备份，存于）
- Bundesamt für Bauwesen und Raumordnung: The rebuilding and restoration of the surviving ruin of the Neues Museum (with many pictures included) （页面存档备份，存于）